# William Thomas Reid
William Thomas Reid (* 4. Oktober 1907 in der Nähe von Grand Saline, Texas; † 14. Oktober 1977 in Austin, Texas) war ein US-amerikanischer Mathematiker.

## Leben und Werdegang
Reid besuchte das College an der Simmons (heute Hardin-Simmons) Universität in Abilene (Texas). Seinen Master of Arts und Ph.D. (1929) erhielt er an der University of Texas at Austin. Von 1929 bis 1931 war er National-Research-Stipendiat und anschließend bis 1944 Fakultätsmitglied an der University of Chicago. Während des Zweiten Weltkriegs diente er als mathematischer Berater für das Army Air Corps. Reid war Mathematikprofessor an der Northwestern University (1944–1959), an der University of Iowa (1959–1964) und schließlich an der University of Oklahoma (1964–1976).
Reids Forschungsfelder waren Differentialgleichungen, Variationsrechnung und die Theorie der optimalen Steuerung. Die reidsche Ungleichung, eine Ungleichung aus der Operatorentheorie, ist mit seinem Namen verbunden.
William Thomas Reid starb am 14. Oktober 1977 während eines Besuchs an der University of Texas in Austin.

## Quelle
- A Guide to the William T. Reid Papers (University of Texas at Austin)